# Katharina von Nassau-Dillenburg

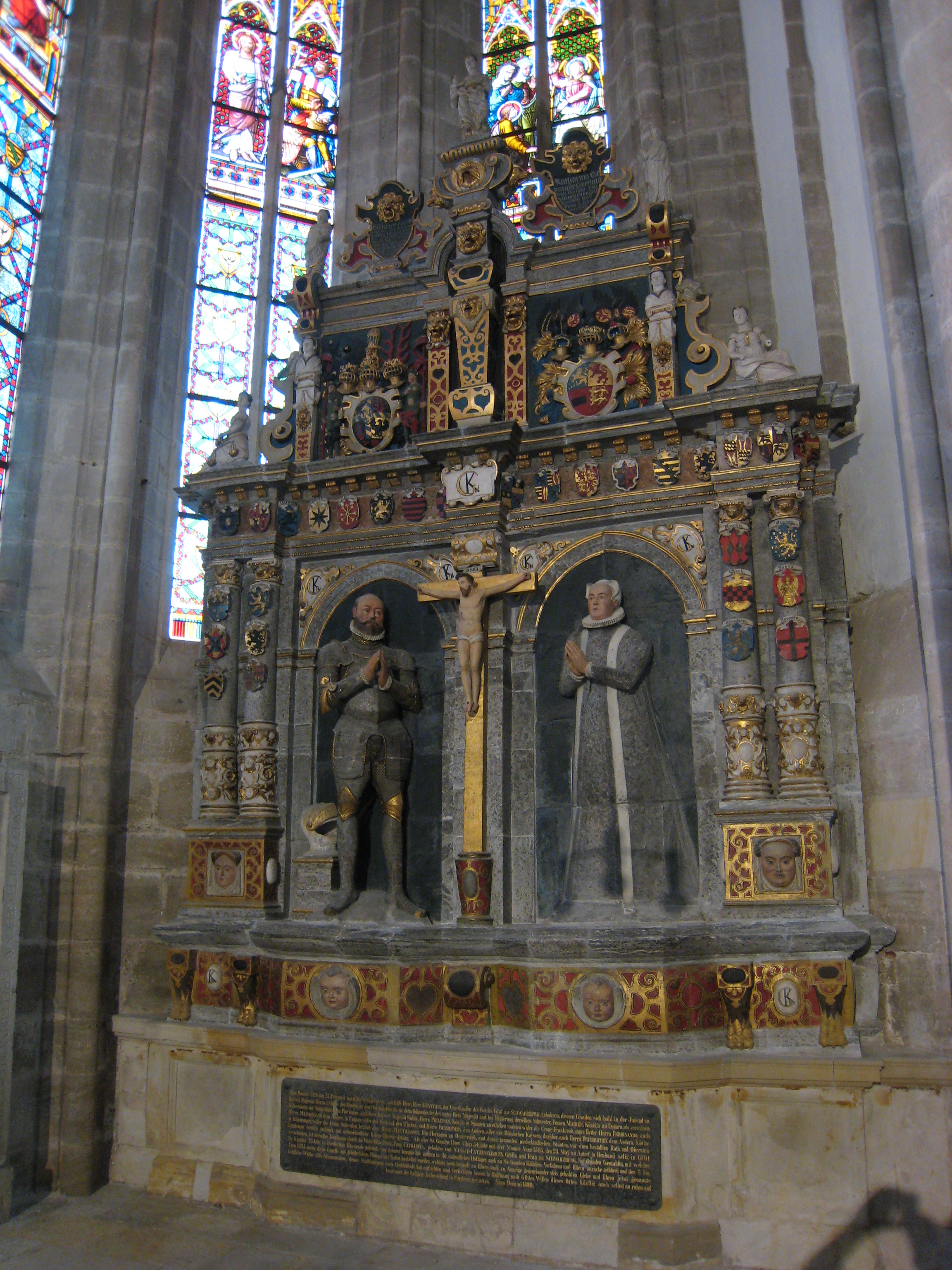
Liebfrauenkirche (Arnstadt): Epitaph von 1590 für Günther XLI. von Schwarzburg-Arnstadt und seine Frau, Katharina von Nassau-Dillenburg

Katharina von Nassau-Dillenburg (* 29. Dezember 1543 in Dillenburg; † 25. Dezember 1624 in Arnstadt) war durch Geburt Gräfin von Nassau-Dillenburg und durch Heirat Gräfin von Schwarzburg.

## Leben
Katharina war eine Tochter des Grafen Wilhelm des Reichen von Nassau-Dillenburg und seiner zweiten Gemahlin Juliana zu Stolberg. Sie wuchs im Dillenburger Schloss inmitten einer großen Geschwisterschar auf, da ihre Mutter vier Kinder in die Ehe mit Wilhelm mitbrachte und mit diesem ihrem zweiten Gatten weitere elf das Kindesalter überlebende Nachkommen hatte. Zu Katharinas Brüdern zählte Prinz Wilhelm von Oranien, seit 1559 Oberhaupt der Familie. Die junge Gräfin scheint nur geringe Schreibkenntnisse erworben zu haben.
1555 oder 1558 wurde Katharina mit dem 14 Jahre älteren Grafen Günther XLI., den Streitbaren von Schwarzburg verlobt. Die prunkvolle Hochzeit des Paares fand am 17. November 1560 in Arnstadt im Schloss Neideck statt. Aus diesem freudigen Anlass schenkte König Philipp II. von Spanien Katharina ein mehrere tausend Gulden teures Schmuckstück, das er ihr durch Lazarus von Schwendi überbringen ließ. Katharinas Ehe stärkte die Herrschaftsposition ihres Bruders Wilhelm, da ihr Gemahl Günther sowohl über gute Beziehungen zum Wiener Kaiserhof als auch zum mächtigen Kurfürsten August von Sachsen verfügte. Mit ihrem Ehemann residierte Katharina in Arnstadt. Ihre Ehe verlief harmonisch, brachte aber keine Kinder hervor. Das Paar blieb in engem Kontakt mit Wilhelm von Oranien, auch als dieser 1567 aus den Niederlanden floh. So lebte der Fürst von 1569 bis 1570 an Günthers Hof in Arnstadt. Katharina folgte sodann Ende 1574 ihrem Gatten in die Niederlande, als dieser bei den – allerdings zu keinem Resultat führenden – Verhandlungen zwischen Wilhelm und der habsburgischen Regierung vermitteln sollte. Als Erzherzog Matthias 1577 als neuer Statthalter in die Niederlande reiste, begleitete ihn Günther dorthin, um ihn als Kriegsrat zu unterstützen. Erneut schloss sich Katharina ihrem Gatten an, und das Paar lebte im Schloss von Antwerpen. Aufgrund geringer finanzieller Zuwendung durch die Generalstaaten musste es sich aber Geld von Wilhelm von Oranien leihen und Schmuck verpfänden. Nach 23-jähriger Ehe starb Günther im Mai 1583 in Antwerpen.
Katharina hatte ihrem Gatten zugesagt, ihn in seiner Heimat bestatten zu lassen. Vor ihrer Heimreise mussten aber zuerst noch Hinterlassenschaften geregelt werden. Sie lebte am Hof ihres Bruders Wilhelm in Delft und war dort im Juli 1584 Zeugin des Attentats, dem er zum Opfer fiel. Im Herbst desselben Jahres verließ sie die Niederlande, um sich gemeinsam mit Wilhelms Tochter Katharina Belgica zurück nach Arnstadt zu begeben. Der Sarg ihres Gatten wurde im November 1584 auf dem Seeweg nach Emden überführt, von wo sein Weitertransport über Oldenburg nach Thüringen erfolgte. Im Dezember 1584 traf Katharina mit ihrem Gefolge in Sondershausen ein, doch erst im November 1585 wurde der Sarg ihres Gatten schließlich in der Arnstädter Liebfrauenkirche beigesetzt.
Nun wohnte Katharina während ihrer letzten 40 Lebensjahre dauerhaft in Arnstadt in einem eigens für sie errichteten dreiflügeligen Witwensitz. 1590 ließ sie zum Andenken ihres verstorbenen Gemahls in der Arnstädter Liebfrauenkirche ein Epitaph erbauen, auf dem sie mit ihm lebensgroß abgebildet ist. In der Oberkirche stiftete sie für ihn eine Votivtafel. Ferner ließ sie der Kirchenbibliothek kostbare Drucke zukommen, darunter drei Chorbücher und eine achtbändige Biblia sacra, die von 1569 bis 1573 im Auftrage Philipps II. von Christoffel Plantijn in Antwerpen gedruckt wurde. Wohl letztmals begab sie sich Anfang 1593 in die Niederlande, um in den Streitigkeiten bezüglich des Nachlasses Wilhelms von Oranien zu vermitteln. Als ihre Nichte und Patentochter Katharina Belgica sich 1596 mit Philipp Ludwig II. von Hanau-Münzenberg vermählte, signierte Katharina als Trauzeugin die Heiratsurkunde.
Gegenüber den Armen zeigte sich die verwitwete Gräfin sehr wohltätig. Sie hatte großes Interesse an Medizin, war pharmazeutisch ausgebildet und besaß zahlreiche Arzneibücher. Auch verschrieb sie Heilmittel, die sie selbst erzeugte. Im November 1616 stellte sie den Schulen ein Legat in der Höhe von 2000 Gulden zur Verfügung, von dessen Zinsen u. a. Belohnungen für herausragende Leistungen armer Burschen bezahlt wurden. Nachdem ihre Sehkraft 1622 fast völlig nachgelassen hatte, starb sie am 25. Dezember 1624 im Alter von 81 Jahren in Arnstadt. Ihr Leichnam wurde am 4. Februar 1625 in Anwesenheit zahlreicher Adliger in der Grafengruft der Arnstädter Liebfrauenkirche an der Seite ihres Gemahls beigesetzt. Den Hauptteil ihres Vermögens erbte Katharina Belgica, doch hatte die Verstorbene testamentarisch auch vielen Personen ihres Umfelds, dem Krankenhaus sowie Klerikern und Lehrern hohe Legate vermacht.